# 新格列米亚琴斯科耶农村居民点
新格列米亚琴斯科耶农村居民点（俄语：Новогремяченское сельское поселение）是俄罗斯联邦沃罗涅日州霍霍利斯基区所属的一个农村居民点。其下辖有个居民点，行政中心为新格列米亚琴斯科耶。据2016年统计，该农村居民点的人口为1745人。